# ラッキー・ナンバー
『ラッキー・ナンバー』（原題：Lucky Numbers）は、2000年制作のアメリカ合衆国・フランスのクライム・コメディ映画。
ナンバーくじを不正に操作して一攫千金を狙ってサギ計画を実行するクライム・コメディ。アメリカで実際に起きた120万ドルのナンバーくじ不正工作事件をモチーフに制作された。監督のノーラ・エフロンと主演のジョン・トラヴォルタが組んだのは『マイケル』以来である。トラヴォルタは本作と『バトルフィールド・アース』で第21回ゴールデンラズベリー賞最低主演男優賞を受賞した。

## あらすじ
1988年、ペンシルバニア州ハリスバーグ。地元テレビ局の人気お天気キャスター・ラスは副業のスノーモービル店の経営が悪化し、いますぐ大金が必要な状況になった。
困ったラスは友人のギグに相談、すると彼は同局のナンバーくじ番組の司会者クリスタルと一緒に組んでナンバーくじを不正操作し、大金を得るという計画を持ちかける。
計画は意外にも順調に進み、大金を簡単に手にできるかと思われたが、事態は意外な方向へ進んでしまう…。

## キャスト
※括弧内は日本語吹替。
- ラス・リチャーズ：ジョン・トラヴォルタ（井上和彦）
- クリスタル：リサ・クドロー（雨蘭咲木子）
- ギグ：ティム・ロス（小山力也）
- ディック：エド・オニール（石塚運昇）
- デイル：マイケル・ラパポート（落合弘治）
- チェンバース：ダリル・ミッチェル（清水敏孝）
- パット・レイクウッド刑事：ビル・プルマン（後藤敦）
- ジェリー・グリーン：リチャード・シフ
- ウォルター：マイケル・ムーア
- トラウトマン：サム・マクマレー
- ラリー：マイケル・ウェストン
- シャープリング：キャロライン・アーロン
- ボビー：ジョン・F・オドノヒュー
- ウェンディ・フォーセット：マリア・バンフォード
- ダン：ケン・ジェンキンス